# Forever Young (песня Alphaville)
«Forever Young» — третий сингл группы Alphaville из одноимённого альбома. Релиз состоялся 20 сентября 1984 года. На 12-дюймовом сингле группа представила танцевальную версию песни — «Special Extended Mix». По прошествии времени было выпущено ещё несколько различных ремиксов и промоверсий на эту песню.
Видеоклип «Forever Young» снимался в здании психиатрической лечебницы Holloway Sanatorium возле деревни Верджиния-Уотер в графстве Суррей, Англия.

## История
Песню сочинили в 1982 году трое основателей коллектива Alphaville, известные под псевдонимами Франк Мартенс, Бернхард Ллойд и Мариан Гольд. Затем они записали демоверсию композиции.
Впоследствии этот хит исполнялся многими музыкальными группами в различных версиях, а также как саундтрек звучал в телесериалах, кинофильмах и рекламных объявлениях. Песню можно услышать в американской мыльной опере «Страсти» (англ. Passions), американском телесериале «В Филадельфии всегда солнечно» (сезон 1, эпизод 03), в североамериканской версии телесериала «Близкие друзья» (сезон 1, эпизод 18), молодёжном сериале «Холм одного дерева» (сезон 4, эпизод 16), теледраме «Большая Любовь» и телесериале «Университет».
Трек также можно услышать в кинофильме «Слушай Меня» (англ. Listen to Me) и в сцене школьных танцев в фильме «Наполеон Динамит».
В 2010 году песня использовалась в испанской версии кинофильма «Три метра над уровнем неба».

### Кавер-версии
Спустя год после появления песни певица Лаура Брэниган перепела «Forever Young» и включила её в свой альбом «Hold Me», положив начало традиции исполнять её «на бис» на концертах.
В 1987 году немецкая панк-группа Die Goldenen Zitronen переделала песню на свой лад, назвав её «Панк Навсегда» (нем. Für immer Punk), исполняли её приглашенные вокалисты из Slime, Die Toten Hosen и Die Ärzte, каждый из которых внёс что-то своё в общее звучание, как и сам Мариан Гольд, исполняющий оригинальный вокал.
В том же 1987 году советская поп-группа «Электроклуб» записала песню «Схожу с ума» в исполнении вокалиста группы Виктора Салтыкова.
В 1996 году канадская евроденс-группа Temperance выпустила кавер-версию хита, которая поднялась до восьмой строчки в Канадском танцевальном чарте.
Среди других исполнителей также отметились Карел Готт (в 1999 году исполнивший чешско-язычный вариант «Být stále mlád», а в 2000 году — немецко-язычный вариант «Für immer jung»); рэпер Bushido (в 2008 году, вместе с Карел Готтом, вновь на немецком языке); Paul Michiels, Dune, B-Charme, BnH, Wakin Chau, Fire & Ice, Interactive, Ella, Tune Up!, Axel Rudi Pell, Youth Group, Wayne Wonder, дэт-метал-группа Atrocity и Лео Мораккиоли.
Российская группа «Размер Project», созданная в 2006 году бывшим участником «Русского размера» Виктором Бондарюком, выпустила ремейк «Forever Young» под названием «Навечно молодые».
В 2024 году известный легендарный французский диджей David Guetta сделал официальный ремикс в честь 40 летия оригинальной песни группы Alphaville под названием «Forever Young» сохраняя голос солиста Мариана Голда и при участии американской певицы с албанским происхождением Аманда Кочи, более известная как Эйва Макс (Ava Max).

### Издания

#### 7" винил
- Номер по каталогу: 49 366-7
- Forever Young (3:45)
- Welcome to the Sun (3:09)

#### 12" макси винил
Номер по каталогу: 249 264-0
- Forever Young (special dance version) (6:06)
- Forever Young (3:45)
- Welcome To The Sun (3:09)

### Позиции в чартах
| Чарт (1984)                                       | Наивысшее место | Дата       | Недель в чарте |
| ------------------------------------------------- | --------------- | ---------- | -------------- |
| Чарт синглов Австрии                              | 17              | хх.хх.1984 | --             |
| Чарт синглов Нидерландов Dutch Top 40 Radio538.nl | 18              | хх.хх.1984 | --             |
| Чарт синглов Германии                             | 4               | 20.09.1984 | 21             |
| Чарт синглов Британии                             | 98              | 03.11.1984 | 2              |
| Чарт синглов Норвегии                             | 3               | xx.xx.1984 | 18             |
| Чарт синглов Швеции                               | 1               | 23.11.1984 | 9              |
| Чарт синглов Швейцарии                            | 4               | 20.09.1984 | 20             |
| Нидерланды                                        | 19              | 27.10.1984 | 9              |
| Франция                                           | 13              | 25.05.1984 | 19             |
| США U.S. Billboard Hot Dance Music Club Play      | 32              | 23.03.1985 | 4              |
| США U.S. Billboard Горячая 100                    | 65              | 23.03.1985 | 4              |
| ЮАР                                               | 7               | 08.03.1985 | 12             |

## Forever Young 2001
В 2001 Alphaville выпустил новый комплект ремиксов под названием «Forever Young 2001» в «ограниченном издании для поклонников (Limited Fan Edition)». Издание содержит три музыкальных трека, один «разговорный» трек (обращение к фэнам: Бернхард Ллойд произносит слова благодарности на немецком языке, в фоне играет одна из его любимых мелодий — «Lassie Come Home», которая в ремикшированном виде вышла в альбоме Forever Pop) и компьютерную программу для создания собственных несложных ремиксов на композицию «Forever Young», которая также содержала три дополнительных ремикса.
Этот компакт-диск был выпущен для поклонников группы бесплатно (для получения его желающие должны были выслать достаточную сумму денег за пересылку CD по почте); имя каждого поклонника, который заказал его, было напечатано с внутренней стороны обложки. Каждая копия диска была подписана членом группы. Ремиксы, которые записаны на сингле, более никогда не издавались вплоть до конца 2010 года, когда в ограниченном издании альбома Alphaville Catching Rays on Giant появился один из ремиксов, а именно «Factory Mix».
На обложке сингла использовано изображение из видео, которое было создано «The Cartoon Saloon».

### Список композиций
Номер по каталогу: PRO 2766
1. «Forever Young (F.A.F’s Diamonds in the Sun Mix)» — 3:56
  - Remixed by F.A.F
2. «Forever Young (Factory Mix)» — 4:21
  - Remixed by José Alvarez-Brill
3. «Forever Young (Original Demo 1983)» — 4:43
  - Recorded in 1982. Remixed 1998 by Bernhard Lloyd
4. «Thank You (Spoken Version)» — 3:44
5. «Forever Young (Magix PlayR)» (PC only)

- Трек «Thank You» содержит обращение Бернхарда Ллойда с благодарностью к поклонникам группы.
- Программа «The Magix PlayR» только PC-совместимых систем позволяет делать обработки «Forever Young» на свой вкус.

## Версия Давида Гетта и Эйвы Макс
В октябре 2024 года вышла версия с французским диджеем и продюсером Давидом Гетта и американской певицей Эйвой Макс с новыми куплетами.

### Предыстория
Оригинальная версия песни стала вирусной в TikTok в сентябре 2024 года, отправив песню на вершину чарта TikTok Billboard Top 50 5 октября 2024 года. 7 октября 2024 года Макс исполнила расширенную версию песни вместе с Гетта в Ивисе. 14 октября она опубликовала официальное объявление о её выходе. Трек вдохновил более 3 миллионов творений TikTok.
EDM-версия «Forever Young» от Гетта добавляет вокал Йэвы Макс для новых куплетов. В течение середины 2024 года она стала основным продуктом в Guetta’s F* Me I’m Famous! в Ushuaïa Ibiza, где Макс присоединилась к Гетта.

### Участники записи
- Дэвид Гетта — продюсер, программирование
- Alphaville — вокал
- Мариан Голд — вокал, автор песни
- Бернхард Ллойд — автор песни
- Фрэнк Мертенс — автор песни
- Шон Картер — автор песен
- Эйва Макс — вокал
- Якке Эриксон — продюсер, программирование
- Тимофей Резников — продюсер, микширование, мастеринг, программирование

### Чарты
| Чарт (2024—2025)                           | Высшая позиция |
| ------------------------------------------ | -------------- |
| Австрия (Ö3 Austria Top 40)                | 36             |
| Belarus Airplay (TopHit)                   | 55             |
| Бельгия/Валлония (Ultratop 50)             | 12             |
| Bulgaria International (PROPHON)           | 8              |
| Канада (Billboard Canadian Hot 100)        | 69             |
| СНГ (TopHit Airplay)                       | 11             |
| Croatia International Airplay (Top lista)  | 8              |
| Чехия (Rádio — Top 100)                    | 2              |
| Estonia Airplay (TopHit)                   | 1              |
| France (SNEP)                              | 37             |
| Германия (GfK)                             | 10             |
| Венгрия (Dance Top 40)                     | 3              |
| Венгрия (Rádiós Top 40)                    | 1              |
| Iceland (Tónlistinn)                       | 37             |
| Japan Hot Overseas (Billboard Japan)       | 15             |
| Latvia Airplay (TopHit)                    | 15             |
| Lebanon Airplay (Lebanese Top 20)          | 6              |
| Lithuania Airplay (TopHit)                 | 2              |
| Moldova Airplay (TopHit)                   | 11             |
| Нидерланды (Dutch Top 40)                  | 7              |
| Нидерланды (Single Top 100)                | 29             |
| New Zealand Hot Singles (RMNZ)             | 16             |
| Poland (Polish Airplay Top 100)            | 15             |
| Romania (UPFR)                             | 5              |
| Румыния (Romanian Radio Airplay)           | 2              |
| Russia Airplay (TopHit)                    | 36             |
| Serbia Airplay (Radiomonitor)              | 19             |
| Словакия (Rádio — Top 100)                 | 1              |
| Slovenia Airplay (Radiomonitor)            | 11             |
| Sweden (Sverigetopplistan)                 | 70             |
| Швейцария (Schweizer Hitparade)            | 34             |
| UK Singles Sales (OCC)                     | 72             |
| США (Billboard Hot 100)                    | 90             |
| США (Billboard Adult Contemporary)         | 21             |
| США (Billboard Adult Pop Airplay)          | 6              |
| США (Billboard Hot Dance/Electronic Songs) | 2              |
| США (Billboard Pop Airplay)                | 14             |

| Чарт (2024—2025)           | Высшая позиция |
| -------------------------- | -------------- |
| Belarus Airplay (TopHit)   | 71             |
| CIS Airplay (TopHit)       | 11             |
| Estonia Airplay (TopHit)   | 7              |
| Latvia Airplay (TopHit)    | 39             |
| Lithuania Airplay (TopHit) | 2              |
| Moldova Airplay (TopHit)   | 18             |
| Romania Airplay (TopHit)   | 11             |
| Russia Airplay (TopHit)    | 42             |

| Чарт (2024)            | Позиция |
| ---------------------- | ------- |
| Hungary (Dance Top 40) | 72      |

### История релиза
| Регион | Дата            | Формат(ы)                    | Лейбл(ы)           | Примечания |
| ------ | --------------- | ---------------------------- | ------------------ | ---------- |
| Разные | 18 октября 2024 | Цифровое скачивание стриминг | Warner Music Group | [ 59 ]     |